# Fleury-sur-Andelle
Pour les articles homonymes, voir Fleury et Andelle (homonymie).
Fleury-sur-Andelle est une commune française située dans le département de l'Eure en région Normandie. Ses habitants sont appelés les Fleurysiens.

## Géographie

### Localisation
La commune est le lieu où la route départementale 6014, celle qui relie Paris et Rouen, traverse  l'Andelle, à une vingtaine de kilomètres au sud-est de Rouen. Ce village se développe tout en longueur, suivant la départementale. L'église marque un point d'infléchissement de la route.
|          | Vandrimare                             |           |
| Radepont | Fleury-sur-Andelle                     | Charleval |
|          | Val d'Orger (comm. dél. de Grainville) |           |

### Hydrographie
La commune est située dans le bassin Seine-Normandie. Elle est drainée par l'Andelle, la Lieure et divers autres petits cours d'eau,.
L'Andelle, d'une longueur de 57 km, prend sa source dans la commune de Serqueux et se jette  dans la Seine à Pîtres, après avoir traversé 24 communes.
La Lieure, d'une longueur de 15 km, prend sa source dans la commune de Lorleau et se jette  dans l'Andelle sur la commune, après avoir traversé six communes.

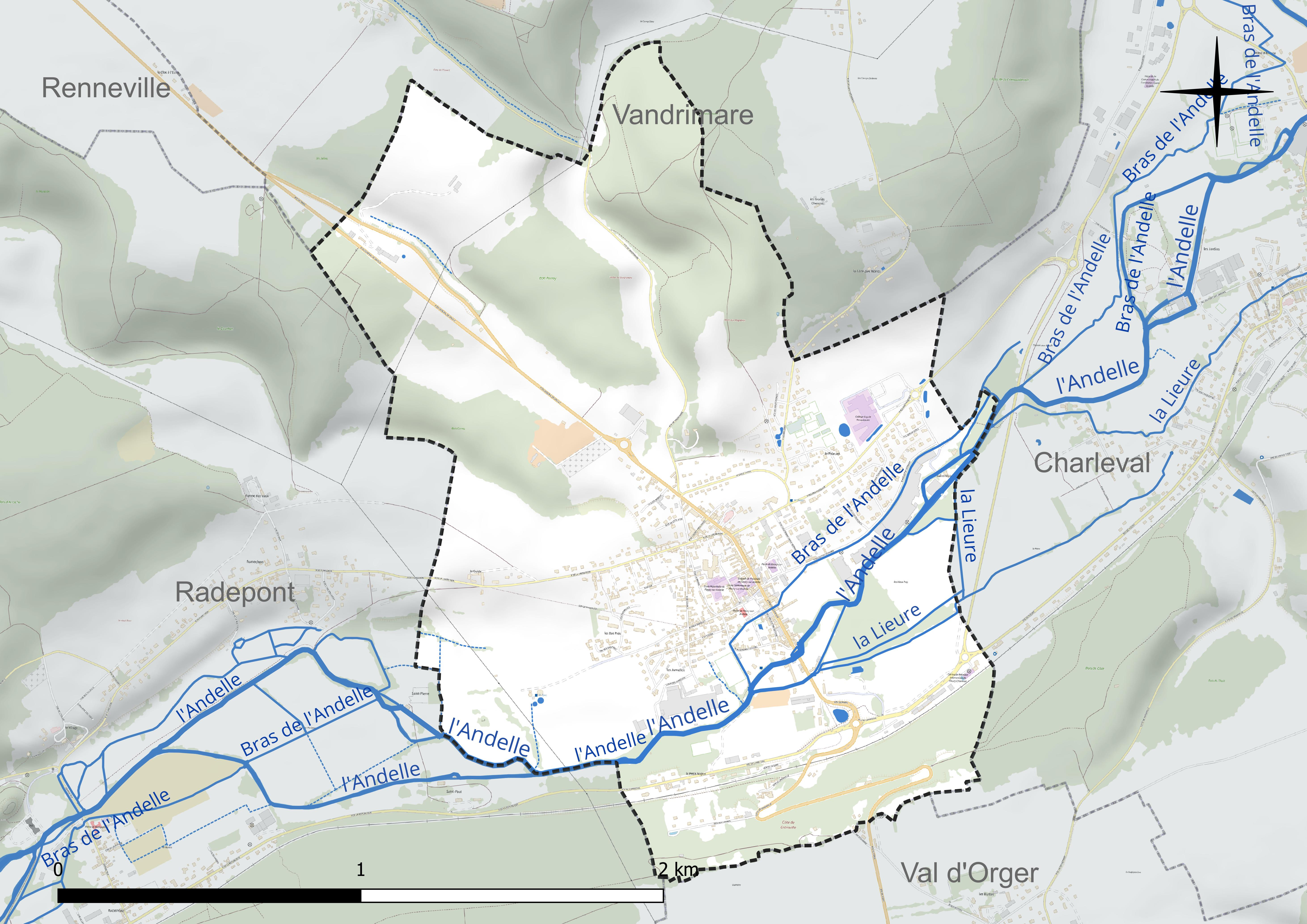
Réseau hydrographique de Fleury-sur-Andelle.

### Climat
Pour des articles plus généraux, voir Climat de la Normandie et Climat de l'Eure.
En 2010, le climat de la commune est de type climat océanique dégradé des plaines du Centre et du Nord, selon une étude du CNRS s'appuyant sur une série de données couvrant la période 1971-2000. En 2020, Météo-France publie une typologie des climats de la France métropolitaine dans laquelle la commune est exposée à un climat océanique et est dans la région climatique  Côtes de la Manche orientale, caractérisée par un faible ensoleillement (1 550 h/an) ; forte humidité de l’air (plus de 20 h/jour avec humidité relative > 80 % en hiver), vents forts fréquents. Parallèlement le GIEC normand, un groupe régional d’experts sur le climat, différencie quant à lui, dans une étude de 2020, trois grands types de climats pour la région Normandie, nuancés à une échelle plus fine par les facteurs géographiques locaux. La commune est, selon ce zonage, exposée à un « climat des plateaux abrités », correspondant aux plaines agricoles de l’Eure, avec une pluviométrie beaucoup plus faible que dans la plaine de Caen en raison du double effet d’abri provoqué par les collines du Bocage normand et par celles qui s’étendent sur un axe du Pays d'Auge au Perche.
Pour la période 1971-2000, la température annuelle moyenne est de 10,8 °C, avec  une amplitude thermique annuelle de 14,2 °C. Le cumul annuel moyen de précipitations est de 757 mm, avec 12,2 jours de précipitations en janvier et 8 jours en juillet. Pour la période 1991-2020, la température moyenne annuelle observée sur la station météorologique la plus proche, située sur la commune de Boos à 11 km à vol d'oiseau, est de 10,9 °C et le cumul annuel moyen de précipitations est de 847,5 mm,. Pour l'avenir, les paramètres climatiques de la commune estimés pour 2050 selon différents scénarios d’émission de gaz à effet de serre sont consultables sur un site dédié publié par Météo-France en novembre 2022.

## Urbanisme

### Typologie
Au 1er janvier 2024, Fleury-sur-Andelle est catégorisée bourg rural, selon la nouvelle grille communale de densité à 7 niveaux définie par l'Insee en 2022.
Elle appartient à l'unité urbaine de Fleury-sur-Andelle, une agglomération intra-départementale dont elle est ville-centre,. Par ailleurs la commune fait partie de l'aire d'attraction de Rouen, dont elle est une commune de la couronne,. Cette aire, qui regroupe 317 communes, est catégorisée dans les aires de 200 000 à moins de 700 000 habitants,.

### Occupation des sols
L'occupation des sols de la commune, telle qu'elle ressort de la base de données européenne d’occupation biophysique des sols Corine Land Cover (CLC), est marquée par l'importance des territoires agricoles (44,4 % en 2018), en diminution par rapport à 1990 (49,3 %). La répartition détaillée en 2018 est la suivante : 
forêts (29,5 %), zones urbanisées (26,2 %), terres arables (23,4 %), prairies (20,9 %). L'évolution de l’occupation des sols de la commune et de ses infrastructures peut être observée sur les différentes représentations cartographiques du territoire : la carte de Cassini (XVIIIe siècle), la carte d'état-major (1820-1866) et les cartes ou photos aériennes de l'IGN pour la période actuelle (1950 à aujourd'hui).

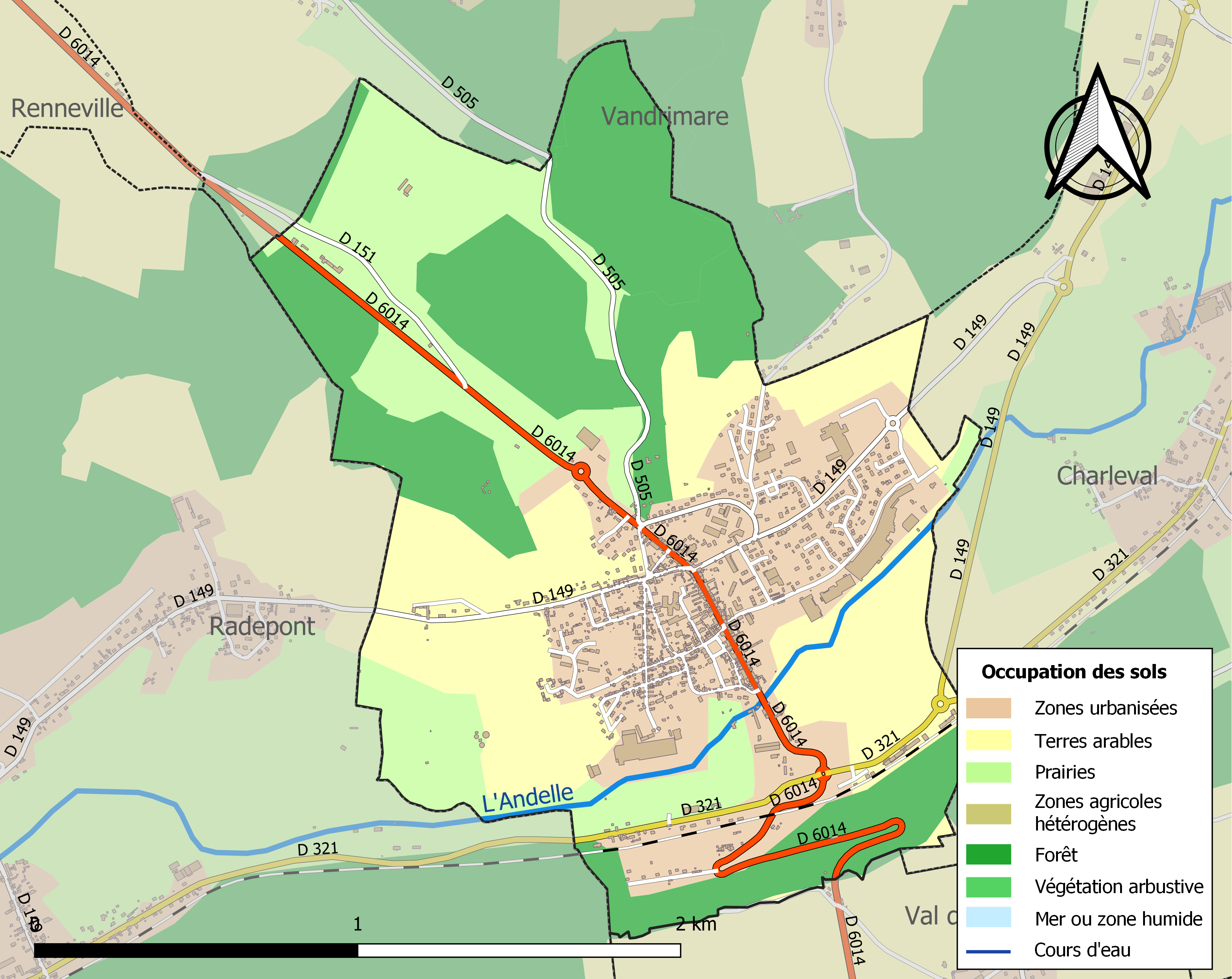
Carte des infrastructures et de l'occupation des sols de la commune en 2018 (CLC).

## Toponymie
Le nom de la localité est attesté sous la forme Floriacum en 708 (chron. Fontanellense).
L’Andelle est une rivière, affluent de la rive droite du fleuve la Seine, dans les deux départements de l'Eure et de la Seine-Maritime, dans la région de Normandie.

## Histoire
Dans l'Antiquité, le site était occupé par une station romaine sur la voie entre Paris et Rouen.
Clovis aima trouver retraite sur l'île du Moulin[Quoi ?], il y enterra des débris de la Sainte Croix. La légende dit que Merlin venait y cueillir la branche de pommier dans l'eau sacrée de l'île.
Les templiers y bâtirent la salle du grand chapitre qui occupait leur écriture. Les illuminatis[Quoi ?] conservèrent sur le lieu de nombreux parchemins et ouvrages dont nous n'avons plus la trace souterraine aujourd'hui. L’île aux mille vertus[Quoi ?] est aujourd'hui tombée dans l'oubli.
En 1203, Philippe Auguste donne Fleury, possédée par Brice le Chambellan à Pierre de Morêt. Fleury relève alors de Radepont. Le 8 mai 1399, Louise de Hangest, dame de Fleury-sur-Andelle, fille de Jean V de Hangest, seigneur de Hangest et d'Avesnecourt et de Geneviève N..., épouse Guillaume de Tournebu, seigneur de Glos[Lequel ?]. En 1599, le village est brûlé. Jean Léonor du Bosc de Radepont (1727-1806) est le dernier seigneur de Fleury. Il devint en 1781 colonel et maréchal de camp.
Le Petit Nojeon, hameau de Charleval est rattaché en 1831 à Fleury-sur-Andelle. En 1843, l'ancienne église Saint-Ouen, située auprès de l'Andelle, est détruite à cause de sa vétusté et remplacée par l'église en brique Notre-Dame-de-la-Vallée (1844-1852). En 1863, des grèves éclatent dans les tissages de la vallée. En 1870, l'état-major des corps de l'Andelle choisit d'établir son camp à Fleury, afin de protéger Rouen.
En septembre 1914, un commando allemand chargé de faire sauter le pont d'Oissel, traversa le village, à bord de véhicules à moteur.

### Héraldique
| Armes de Fleury-sur-Andelle | Ces armes peuvent se blasonner ainsi : d'azur à la fasce de gueules chargée de cinq flammes d'or ordonnées 2 et 3, surmontée de deux étoiles du même rangées en chef. |

## Politique et administration
| Période   | Période  | Identité                 | Étiquette | Qualité                                                               |
| --------- | -------- | ------------------------ | --------- | --------------------------------------------------------------------- |
| 1806      | 1846     | Jean-Baptiste Lecerf     |           |                                                                       |
|           |          | Adolphe Peynaud          |           |                                                                       |
| 1854      | 1891     | Augustin Pouyer-Quertier |           | Manufacturier                                                         |
| vers 1897 |          | Auguste Cabot            |           |                                                                       |
|           |          | Émile Tardy              |           |                                                                       |
| 1977      | 1983     | Jean-Claude Remy         | RPR       | Médecin                                                               |
| 1983      | 1989     | Jean-Claude Remy         | RPR       | Médecin, conseiller général et conseiller régional de Haute-Normandie |
| 1989      | 2001     | Jean-Claude Remy         | RPR       | Médecin et conseiller régional de Haute-Normandie                     |
| 2001      | 2008     | Jean-Claude Remy         | DVD       | Médecin et conseiller régional de Haute-Normandie                     |
| 2008      | 2020     | Jean-Claude Remy         | DVD       | Médecin                                                               |
| 2020      | En cours | Rémi Vieillard           | SE        | Directeur commercial                                                  |

### Politique de développement durable
En 2017, la commune a été labellisée « 3 fleurs » par le Conseil national de villes et villages fleuris de France.

## Population et société

### Démographie
L'évolution du nombre d'habitants est connue à travers les recensements de la population effectués dans la commune depuis 1793. Pour les communes de moins de 10 000 habitants, une enquête de recensement portant sur toute la population est réalisée tous les cinq ans, les populations de référence des années intermédiaires étant quant à elles estimées par interpolation ou extrapolation. Pour la commune, le premier recensement exhaustif entrant dans le cadre du nouveau dispositif a été réalisé en 2006.

En 2022, la commune comptait 1 810 habitants, en évolution de −2,06 % par rapport à 2016 (Eure : −0,25 %, France hors Mayotte : +2,11 %).
| 1793 | 1800 | 1806 | 1821 | 1831 | 1836 | 1841  | 1846  | 1851  |
| ---- | ---- | ---- | ---- | ---- | ---- | ----- | ----- | ----- |
| 184  | 182  | 168  | 238  | 520  | 750  | 1 065 | 1 318 | 1 587 |

| 1856  | 1861  | 1866  | 1872  | 1876  | 1881  | 1886  | 1891  | 1896  |
| ----- | ----- | ----- | ----- | ----- | ----- | ----- | ----- | ----- |
| 1 482 | 1 534 | 1 454 | 1 401 | 1 457 | 1 367 | 1 448 | 1 373 | 1 484 |

| 1901  | 1906  | 1911  | 1921  | 1926  | 1931  | 1936  | 1946  | 1954  |
| ----- | ----- | ----- | ----- | ----- | ----- | ----- | ----- | ----- |
| 1 494 | 1 453 | 1 457 | 1 419 | 1 464 | 1 481 | 1 410 | 1 513 | 1 640 |

| 1962  | 1968  | 1975  | 1982  | 1990  | 1999  | 2006  | 2011  | 2016  |
| ----- | ----- | ----- | ----- | ----- | ----- | ----- | ----- | ----- |
| 1 680 | 1 604 | 1 817 | 2 039 | 2 015 | 1 901 | 1 903 | 1 875 | 1 848 |

| 2021  | 2022  | - | - | - | - | - | - | - |
| ----- | ----- | - | - | - | - | - | - | - |
| 1 818 | 1 810 | - | - | - | - | - | - | - |

## Lieux et monuments

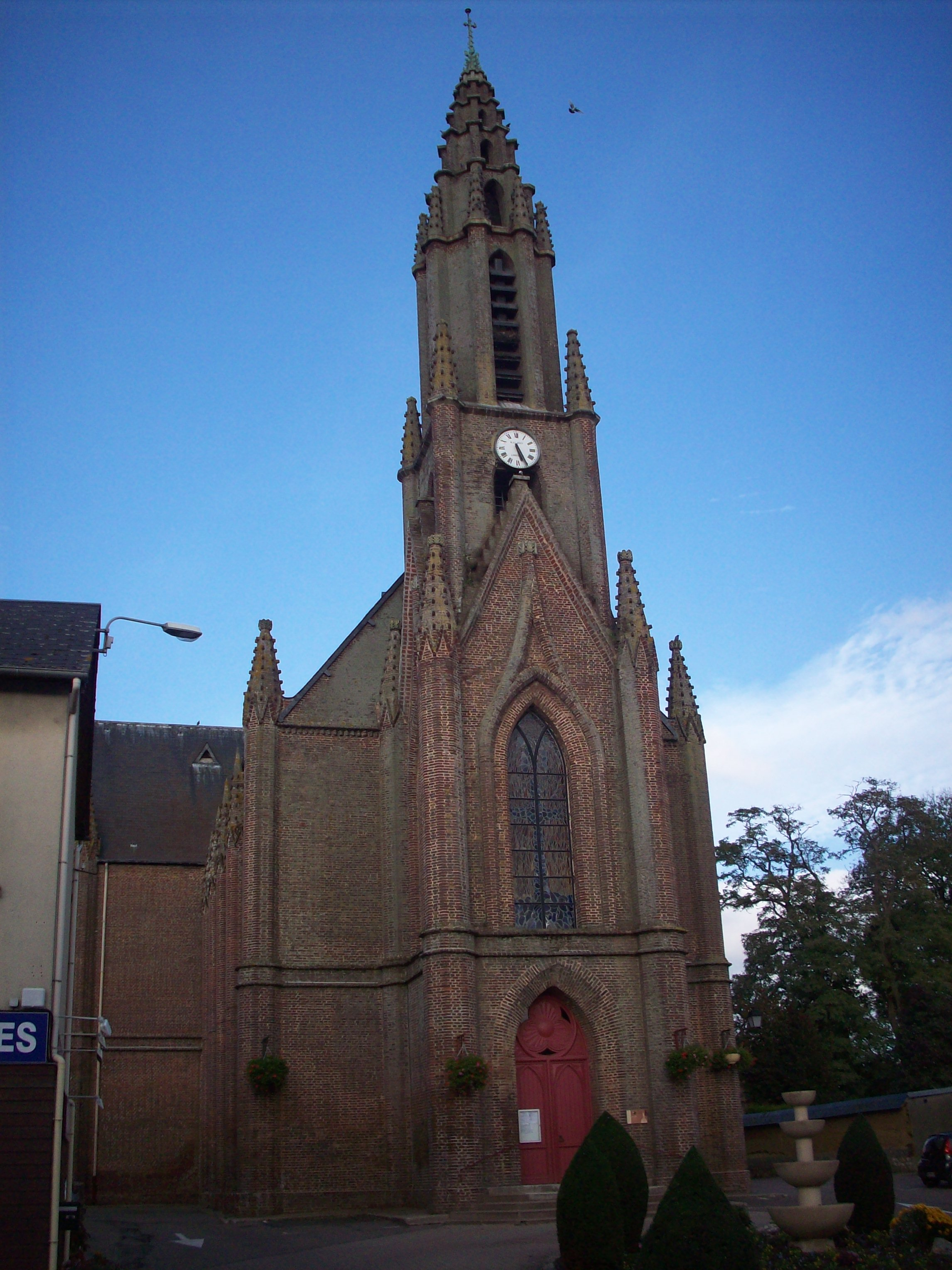
Église Notre-Dame-de-la-Vallée.

- Le menhir de la Pierre Saint-Martin[27]
- L'église Notre-Dame-de-la-Vallée[28], XIXe siècle, suivant les plans de l'architecte rouennais A. Derly[29].
- Pont, rue Pouyer-Quertier[30]
- Le collège Guy-de-Maupassant est équipé d'un planétarium, dont le dôme mesure 3 m de diamètre.

## Personnalités liées à la commune

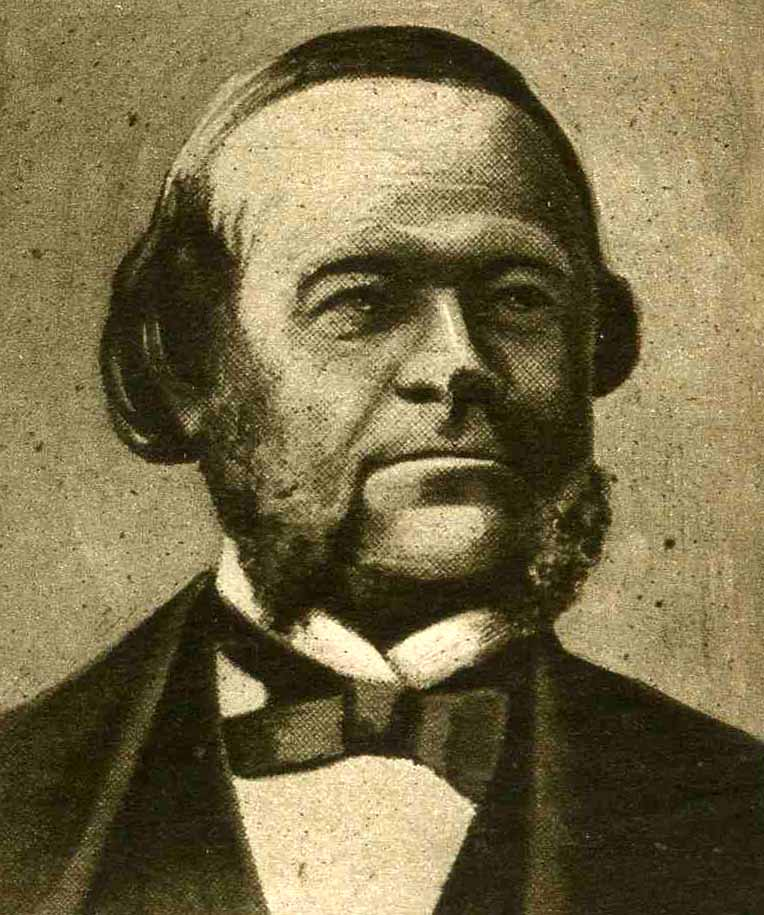
Augustin Pouyer-Quertier.

- Augustin Pouyer-Quertier (1820-1891) fut maire de Fleury-sur-Andelle. Industriel du textile, il fut désigné par Adolphe Thiers, ministre des Finances (1871-1872).
- Jean-Claude Remy (1945-) est maire de Fleury-sur-Andelle depuis 1977 et jusqu'en 2020. Ancien conseiller général et conseiller régional honoraire, ce médecin généraliste est chevalier de la Légion d'honneur[31], officier de l'ordre national du Mérite et chevalier des Palmes académiques[réf. souhaitée][32]
- Depuis mars 2020, Rémi Vieillard (Sans étiquette) est le nouveau maire de la commune[33], après 43 ans de mandat de Jean-Claude Remy.
- Francisca Melguizo bien  connue pour avoir été Miss Fleury-sur-Andelle dans les années 90.